# رقي (علم الجمال)

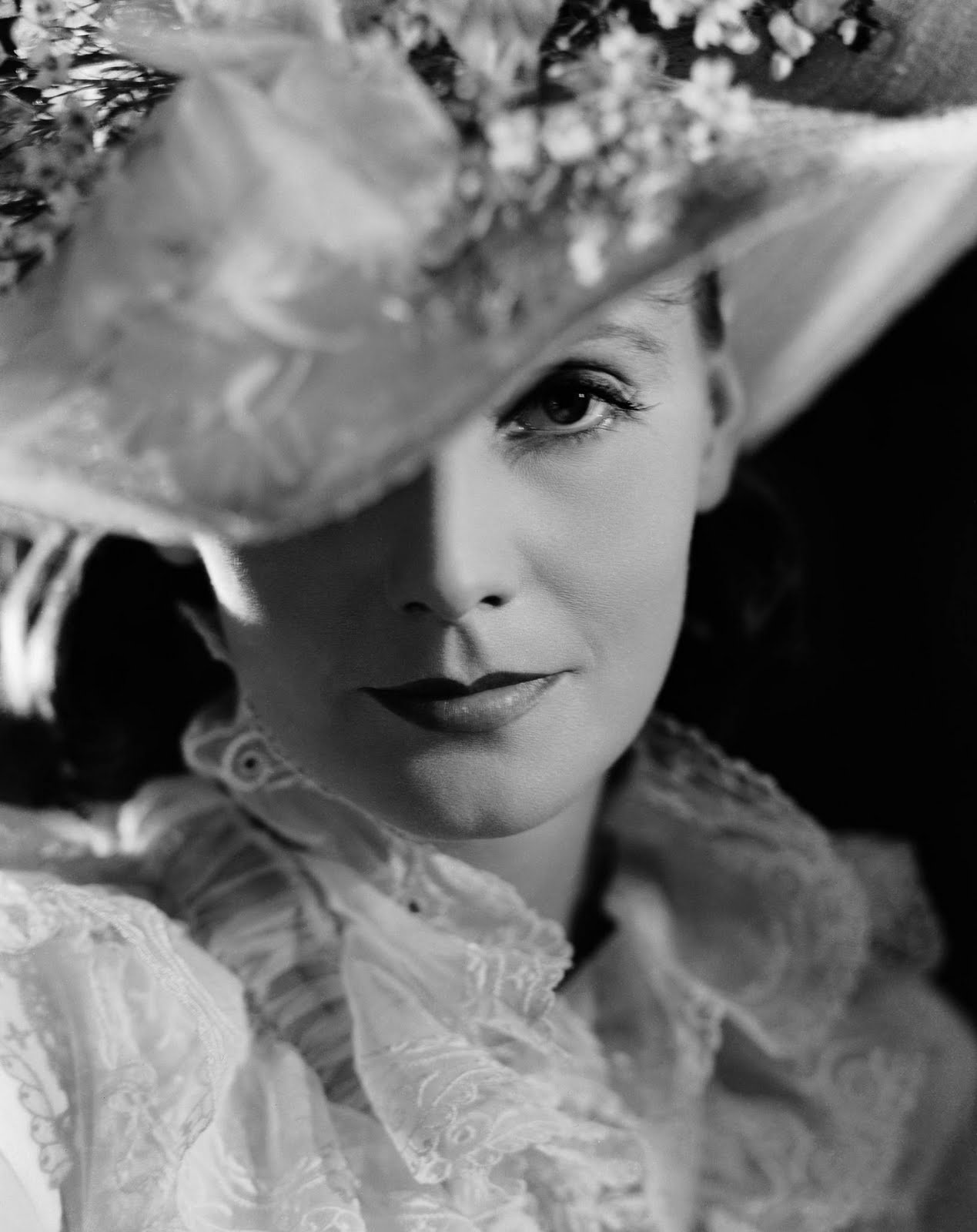

يرمز الرقي إلى جودة التحسين - والذي يتضمن إظهار الذوق السليم، والحكمة والبراعة، بدلًا من الفجاجة، والغباء والابتذال.
وفي تصور الطبقة الاجتماعية، يمكن الربط بين الرقي وبين مفاهيم مثل الرتبة، والامتياز والوجاهة.

## نطاق الرقي
من الناحية الاجتماعية، يمكن رؤية الرقي باعتباره«شكلًا من أشكال الغطرسة».
تتضمن دراسة الأنماط نقل فكرة تتعلق بمجموعة من العناصر المحتملة على الرغم أن كل عنصر يمكنه إظهار هذا الرقي في شكل من الأناقة والموضة، لتغطي بذلك الفن الذي يتميز به كلٌ من «[...] صانع الأحذية، ومصفف الشعر، وخبير التجميل، وكاتب كتب الطهي، والطاهي، وتاجر الماس، ومصممي الأزياء النسائية، وملكات الموضة، ومبتكري المظلة القابلة للطي... والشمبانيا.»

## معلومات تاريخية
في اليونان القديمة، كانت صوفيا (الحكمة) بمثابة رؤية خاصة يتميز بها الشعراء والأنبياء. ثم بعد ذلك أصبحت حكمة يتمتع بها الفلاسفة مثل السفسطائيين. غير أن استخدام هذا المعنى في المواطن البلاغية بغرض الفوز في النقاشات، قد أسهم في انحطاط معنى الرقي.
ويضرب نظام الرقي الغربي الحديث بجذوره في فرنسا، ويمكن القول إن هذا المعنى تمكن من قطع شوط طويل بفضل السياسات التي كان يتبعها الملك لويس الرابع عشر ملك فرنسا (حكم من 1643–1715).
في بادئ الأمر كان الشعب الإنجليزي ينظر إلى الرقي باعتباره سلوكًا منحطًا وخادعًا واستمر الأمر على ذلك حتى أصبحت عواطف الأرستقراطيين والأناقة الكيسة التي يتميز بها الوجهاء من الأوصياء على العرش أمثال بروميل الجميل (1778–1840) عصرية ومحل إعجاب.

## أنواع الرقي
أنواع معترف بها من الرقي وتشمل:
- الرقي الثقافي[8](أو التحضر)
- الرقي الفكري[9]

في إطار تحليل روح الدعابة، ميّز فيكتور راسكين بين «نوعين من الرقي: الوصول المحدود، أو المعرفة التلميحية، والمعالجة المعقدة».

## اكتساب مظهر الرقي
من أساليب اكتساب مظهر الرقي الشخصي ما يلي:
- السفر بغرض تلقي العلم - لاحظ دور الجولة الكبرى التقليدية بالنسبة لمحبي الجمال الأوروبيين[11]

- إنهاء المرحلة الدراسية - النظير الأنثوي للجولة الكبرى[12]

على الصعيد المجتمعي، يمكن للمعلقين الربط بين الأشكال المتنوعة للرقي بـ الحضارة.

## كتابات أخرى
- Litvak، Joseph (1997). "Kiss Me, Stupid: Sophistication and Snobbery in Vanity Fair". Strange gourmets: sophistication, theory, and the novel. Duke University Press. مؤرشف من الأصل في 2020-01-25.
- M. Christman، Henry (1970). "Sophistication in America". A view of the Nation: an anthology, 1955-1959. Ayer Publishing. ص. 62–69. مؤرشف من الأصل في 2020-01-26.